# Береговые хребты
Береговы́е хребты́ (англ. Pacific Coast Ranges — в Канаде, англ. Pacific mountain system — в США) — самая западная цепь горных хребтов Кордильер, протянувшаяся вдоль побережья Северной Америки от Аляски до центральной Мексики.

## География и климат

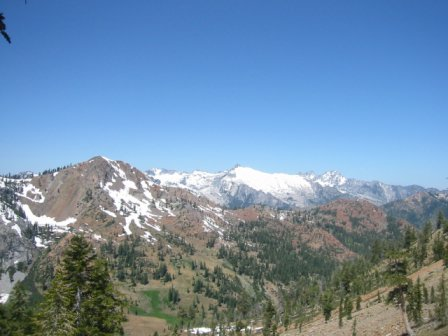
Горы Кламат

Береговые хребты являются частью горной системы Кордильеры, представляя собой её самую западную, наиболее близкую к побережью систему горных цепей. Хребты протянулись вдоль побережья Тихого океана на 1600 км по Канаде и на 7240 км по США до северо-запада Мексики. Британская энциклопедия подразделяет эту систему на восемь основных частей, с севера на юг: Береговой хребет (Британская Колумбия), горы острова Ванкувер и островов Королевы Шарлотты, Каскадные горы (делящиеся на Северные, Средние и Южные), горы Олимпик, Береговые хребты Вашингтона и Орегона, горы Кламат, Береговые хребты Калифорнии и Поперечные хребты. Часто в состав Береговых хребтов включают и горы Сьерра-Невада в Восточной Калифорнии.
Общая форма хребтов напоминает букву Н, замкнутую внизу, или перевёрнутую букву А. Её западную вертикальную черту образуют хребты островов Королевы Шарлотты и острова Ванкувер, горы Олимпик, Орегонский и Калифорнийский береговые хребты, восточную — канадский Береговой хребет, Каскадные горы и Сьерра-Невада. Горы Кламат на юге Орегона и севере Калифорнии представляют собой идущую с запада на восток перекладину в центральной части, а замыкают букву идущие изгибом на восток от Калифорнийского берегового хребта Поперечные хребты. Между западной и восточной цепями к северу от гор Кламат расположены Внутренний Проход между островами и континентальным побережьем Британской Колумбии, прибрежные низменности вдоль залива Пьюджет (Вашингтон) и долина реки Уилламетт (Орегон). Южнее перемычки гор Кламат находится Калифорнийская долина. Прибрежные равнины по всей протяжённости Береговых хребтов остаются узкими, а в части мест отсутствуют полностью. Континентальный шельф также узкий, на западе резко сменяющийся больши́ми глубинами.
Наиболее высокий из Береговых хребтов — горы Олимпик, максимальная высота которых составляет 2440 метров. Вершины Северных Каскадов в высоту достигают 1830—2440 м, высочайшие из них — конические стратовулканы Глейшер-Пик и Бейкер. Канадский Береговой хребет значительно ниже, максимальные высоты не превосходят 1220 м в южной части хребта, горные склоны иссечены текущей водой в плейстоцене и до него (между 2,6 млн и 11,7 тыс. лет назад).
Центральные Каскады в восточной части в основном достигают высот 1220—1830 м, но отдельные пики (Рейнир и Худ) намного выше окружающего рельефа. Стратовулкан Рейнир, достигающий в высоту 4392 м, является высочайшей вершиной Береговых хребтов (если в это определение включают Сьерра-Неваду, то высочайшей становится относящаяся к этой системе гора Уитни высотой 4418 м). Центральные Каскады прорезает русло реки Колумбия, протекающей по ущелью, которое неоднократно расширяли и углубляли катастрофические наводнения, следовавшие за прорывами вод из ледникового озера Мизула на территории современной Западной Монтаны. В Южных Каскадах эффектов поднятия не наблюдается, но и в этом регионе доминируют вулканические вершины — Лассен-Пик и Шаста. Низкий перевал через эту часть Береговых хребтов образует русло реки Пит. Крупнейшая водная артерия в районе гор Кламат — пересекающая горный хребет река Рог. Севернее залива Сан-Франциско на береговую равнину стекают реки Напа, Рашен, Ил и Кламат, а южнее него — Салинас. Сток с Поперечных хребтов пополняет бассейны рек Санта-Клара и Санта-Ана.
Береговые хребты образуют барьер между Тихим океаном и внутренними регионами Североамериканского континента. На их западных склонах, в особенности зимой, выпадают большие объёмы осадков: в частности, на юго-западных склонах гор Олимпик в год выпадает 3800 мм осадков — высший показатель для 48 основных штатов США (исключая Аляску и Гавайи), а на побережье Британской Колумбии севернее Ванкувера — 5000 мм (самый высокий показатель в Канаде). Объём осадков снижается на восточном склоне прибрежных хребтов и снова возрастает на западных, более высоких, склонах Каскадных гор; большую часть ежегодного объёма в этих местах составляет снег. К востоку от них уровень осадков резко падает; так, в районе Якимы (штат Вашингтон) годичная норма осадков составляет лишь 200 мм, а в восточной части Поперечных хребтов — 760 мм.

## Геология и почвы

Схема литосферных плит — Тихий океан и Америка

Тихоокеанская береговая система от островов Хайда-Гуаи на севере до Южной Калифорнии возникла в результате движения литосферных плит. Наиболее значительную роль в этом процессе сыграло смещение на север Тихоокеанской плиты западнее трансформных разломов, по восточную сторону которых расположена Северо-Американская плита. Основные линии смещения — разлом Королевы Шарлотты на севере, мористее побережья Британской Колумбии, и разлом Сан-Андреас в Калифорнии. В районе штатов Вашингтон и Орегон проходит дивергентная граница между Тихоокеанской плитой и небольшой плитой Хуан-де-Фука вдоль океанских хребтов Горда и Хуан-де-Фука. Параллельно этому происходит субдукция плиты Хуан-де-Фука под край Северо-Американской плиты. Вытесннение в ходе этого процесса расплавленных минералов мантии способствует вулканической активности в Каскадных горах; наиболее недавними проявлениями этой активности стали пробуждение вулкана Лассен-Пик в Северной Калифорнии (1914—1917) и катастрофическое извержение вулкана Сент-Хеленс в 1980 году. Следом ещё более крупного извержения, закончившегося разрушением вулкана Мазама около 6600 лет назад, является озеро Крейтер в Орегоне. О периодических поднятиях и опусканиях поверхности в результате тектонических процессов свидетельствуют поднимающиеся над уровнем моря утёсы, сложенные из более прочных магматических пород, и сглаженные эрозией лиманы в более мягких осадочных породах.
Канадский Береговой хребет и северная часть Каскадных гор сформированы палеозойскими породами возрастом около 300 млн лет, подвергшимися метаморфизации, складкообразованию и интрузии гранитов. В плейстоцене эти горы покрывал Кордильерский ледниковый щит, под влиянием которого расширились и углубились многие существующие русла, многие из вершин покрыты ледниками до настоящего времени. Восточнее Северных каскадов расположено ледниковое озеро Шелан, глубина которого на отдельных участках превышает 460 м. В глубоких ледниковых долинах расположены дельта реки Фрейзер и низменность залива Пьюджет. Рельеф гор острова Ванкувер и архипелага Хайда-Гуаи подвергся сильному воздействию ледников. Русла, углублённые движением ледников, приобрели черты фьордов. Ледники значительно повлияли и на рельеф располагающихся по другую сторону пролива Хуан-де-Фука гор Олимпик. Этот хребет сформирован складкообразованием магматических и осадочных пород.
Центральные Каскадные горы — состоящий из вулканов регион, сформировавшийся поднятиями и разломами коры в кайнозойскую эру (последние 65 млн лет). Горы складываются из расположенных слоями туфов, брекчий и селевых выносов, покрытых застывшими базальтами. В западной части хребта породы более старые, чем в восточной, где верхние слои составляют более недавние кайнозойские андезиты и базальты.
Горы Кламат — старейшие в системе Береговых хребтов и относятся к началу палеозойской эры (около 500 млн лет назад). Сложная геологическая структура гор продиктована столкновением плит в ранний триасовый период (250—245 млн лет назад) и более поздними гранитными интрузиями. На максимальных высотах заметны следы ледников, склоны иссечены стекающими водами.
Береговые хребты Вашингтона и Орегона, также возникшие в результате столкновения плит, формируют складчатые серые аргиллиты и алевролиты. Основные речные русла (Колумбия, Ампкуа, Сайусло) возникли до поднятия коры и затоплены в нижней части, образуя эстуарии. Калифорнийские береговые хребты также состоят из осадочных пород, переживших складкообразование и разломы, однако если в хребтах Вашингтона и Орегона складки формировались в северно-южном направлении, то в Калифорнии — в северо-западно-юго-восточном. В южной части Калифорнийские хребты пересекает разлом Сан-Андреас, уходящий затем в океан возле Сан-Франциско. Поперечные хребты по структуре в западной части напоминают Калифорнийские береговые хребты, а в восточной состоят из гранитов и метаморфических пород.
В регионе выделяют от 10 до 12 видов почв, однако в основном представлены 4:
- инсептисоли[англ.] со слабо дифференцириванными слоями вдоль побережья от островов Хайда-Гуаи до залива Сан-Франциско и в районе Каскадных гор, в регионах с прохладным летом;
- тёмные, богатые органическим материалом моллисоли[англ.] в районе Калифорнийского берегового хребта южнее залива Сан-Франциско и в районе Поперечных хребтов;
- выщелоченные краснозёмы на большей части гор Кламат, в зоне влажных мягких зим и жарких, сухих лет;
- подзолистые почвы в местах произрастания хвойных лесов на больших высотах, в условиях более низких температур.

## Флора и фауна
В условиях Береговых хребтов среди деревьев преобладают хвойные, которые могут достигать огромных размеров на влажных западных склонах. При этом от южной Британской Колумбии до северной Калифорнии доминирующим видом является ель ситхинская. На западном склоне гор Олимпик располагается среднеширотный дождевой лес — крупнейший в США. Выше по склонам Каскадных гор и дальше от побережья основными видами становятся псевдотсуга Мензиса и тсуга западная, а на ещё больших высотах они уступают место пихте миловидной и тсуге горной. На восточных склонах Каскадных гор, в условиях малого количества осадков и частых пожаров, доминирует сосна жёлтая. Вдоль побережья от южного Орегона до полуострова Монтерей в Калифорнии в растительности преобладают секвойевые в сочетании с елью ситхинской, псевдотсугой Мензиса и различными лиственными деревьями твёрдых пород, такими как ольха. Дальше от побережья господствуют смешанные леса (клён крупнолистный, земляничное дерево, дубы наряду с соснами и другими хвойными). На восточных склонах в этих широтах чередуются дубравы и степные участки, а ещё южнее, в районе сухих Поперечных хребтов, псевдотсуги Мензиса сосуществуют с соснами и дубами.
В животном мире Береговых хребтов Британская энциклопедия особо выделяет рыб — пять видов проходных лососёвых: горбуша, кета, кижуч, нерка и чавыча. Эти виды встречаются в реках и ручьях, стекающих с гор, хотя для каждого характерен свой ареал и свои предпочтительные условия: горбуша и нерка предпочитают прибрежные ручьи, тогда как нерка нерестится в озёрах выше по течению, кижуч и чавыча предпочитают крупные реки, причём последняя поднимается по ним на сотни километров вглубь материка. В конце XIX века интродуцирован ещё один вид проходных рыб — американский шэд, чьей родиной является Атлантическое побережье. В прибрежных водах обитают обыкновенный тюлень, северный морской котик, северный морской слон, сивуч, калифорнийский морской лев, калан. Крупные сухопутные животные включают такие виды, как олень Рузвельта (от Британской Колумбии до северной Калифорнии), чернохвостый и (в Орегоне) белохвостый олени. Почти истреблённый в XIX веке канадский бобр снова наращивает численность и распространился к югу до северной Калифорнии. Из крупных хищников на разных широтах встречаются чёрный медведь, пума, канадская и рыжая рысь.

## Хозяйственное значение
Богатые почвы и обильные осадки Береговых хребтов от островов Хайда-Гуаи до северной Калифорнии создают оптимальные условия для роста деревьев с древесиной мягких сортов, которые достигают в нём наибольших размеров в мире. После установления в 1880-е годы железнодорожной связи между Тихоокеанским побережьем и остальной частью Северной Америки регион стал поставлять мягкую древесину в больших количествах в США и Канаду, а с завершением строительства в 1914 году Панамского канала этот материал стал также важной частью морских перевозок. Большой спрос привёл к практически полному истреблению девственных лесов Береговых хребтов, включая даже труднодоступные регионы канадского Берегового хребта и Каскадных гор. В рамках борьбы с истреблением лесов уже с конца XIX века началось создание охраняемых природных территорий, предпринимаются усилия по лесовосстановлению на государственных и частных землях.

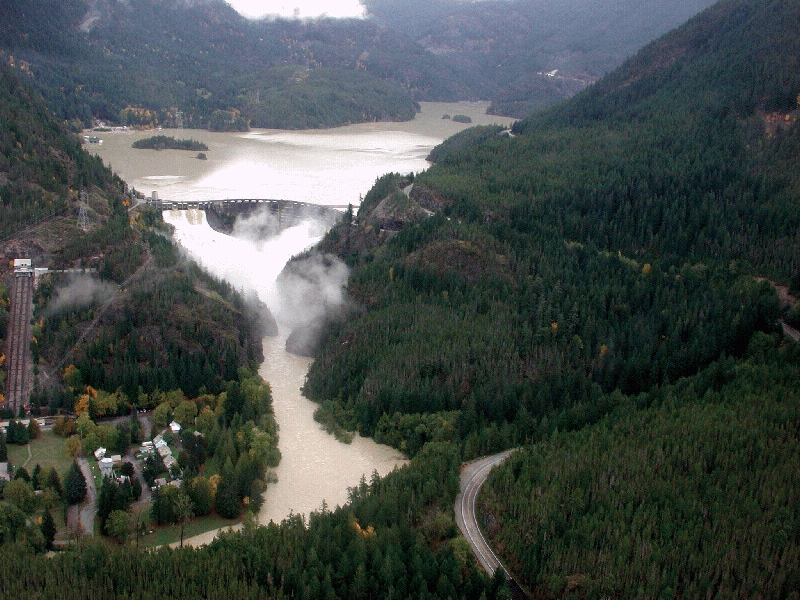
ГЭС Дьябло-Дэм на реке Скаджит

Определённое экономическое значение Береговые хребты имеют как место добычи полезных ископаемых. В канадском Береговом хребте, на севере Каскадных гор и в горах Кламат долгое время добывалось золото, а с 1865 года началась добыча нефти в Северной Калифорнии. В горах добываются также песок и щебень. Помимо этого, Береговые хребты стали источником гидроэнергии. ГЭС возведены на реке Колумбия, на канадском Береговом хребте и в Каскадных горах. Важными гидроэлектрическими проектами стали каскад электростанций на реке Скаджит северо-восточнее Сиэтла и ГЭС в Кемано, обеспечивающая энергией алюминиевый комбинат в Китимате.
Важную роль в местной экономике играет сельское хозяйство в ряде долин между и вокруг хребтов, в основном в виде молочного животноводства и птицеводства. В долинах Напы и Соному у Калифорнийского берегового хребта к северу от Сан-Франциско расположены некоторые из лучших виноградников Калифорнии, а южнее города находится долина Салинас, наряду с Калифорнийской долиной являющаяся одним из основных центров овощеводства в США. Рыболовный промысел долго оставался одним из важных компонентов экономики Тихоокеанского побережья. На севере региона основными промысловыми рыбами были лососёвые, а в Южной Калифорнии — тунец и сардины. Однако хищнические масштабы вылова загрязнение прибрежных вод и уничтожение естественных нерестилищ привели к сокращению объёмов коммерческого рыболовства.
Береговые хребты — туристический регион, предоставляющий возможности для рекреационного туризма на протяжении всего года. В горах располагаются многочисленные национальные и региональные парки, кемпинги и ведущие лыжные и горнолыжные курорты Северной Америки.